# Elisabetta Rasy
Elisabetta Rasy (ur. 16 września 1947 w Rzymie) – włoska pisarka i dziennikarka.
Pochodzi z rodziny o greckich korzeniach. Studiowała historię sztuki, współpracuje z dziennikami La Stampa, Panorama oraz Corriere della Sera. Za powieść La Prima estasi otrzymała nagrodę Premio Mondello, a powieść Ritratti di signora była nominowana do Nagrody Stregi.

## Wybrane publikacje
- La Prima estasi (1985)
- Il Finale della battaglia (1988)
- L'altra amante (1990)
- Mezzi di trasporto (1993)
- Ritratti di signora (1995)
- Posillipo (1997)
- L'ombra della luna (1999)
- Tra noi due (2002)
- Due giorni a Natale (2003)
- La scienza degli addii (2005)